# Кераско
Кераско (итал. Cherasco) — коммуна в Италии, располагается в регионе Пьемонт, в провинции Кунео.
Население составляет 7928 человек (2008 г.), плотность населения составляет 98 чел./км². Занимает площадь 81 км². Почтовый индекс — 12062. Телефонный код — 0172.
Покровителями коммуны почитаются Христос-Спаситель, а также свв. Виргиний и Евфламия (San Virginio, sant’Euflamia), празднование во второй понедельник после Пасхи.

## Демография
Динамика населения:

## Администрация коммуны
- Официальный сайт: http://www.comune.cherasco.cn.it/